# フランス国鉄BB26000形電気機関車
フランス国鉄BB26000形電気機関車（フランスこくてつべーべー26000がたでんききかんしゃ）は、フランス国鉄 (SNCF) が保有・運用する交直流両用電気機関車である。

## 概要
フランス国鉄では1970年代前半より1980年代中頃まで、いわゆる「ゲンコツ」スタイルの電気機関車であるBB7200形（直流用）・BB15000形（交流用）・BB22200形（交直流用）を大量に製造してきたが、1950年代に製造された旧型の電気機関車を置き換えるべく、「ゲンコツ」形機関車の後継機として開発・製造されたのがBB26000形である。直接的には同じ交直流機であるBB22200形の後継機であるが、事実上、「ゲンコツ」形3系列の後継機とも言える。
製造に際しては、最新のエレクトロニクス技術を使用し、直流・交流の両電源に対応できること、最高速度200km/h運転が可能なこと、単一形式で優等列車の牽引から重量貨物列車の牽引まで幅広く対応できること、保守が容易なことなどが目標とされた。
従来のフランス国鉄の電気機関車の特徴であった、電源方式（直流・交流・交直流）に関係なく車体形状や電気機器を極力統一するような設計は行われず、単一形式で幅広い使用を実現した。
1988年から1998年にかけて、234両（BB26001-BB26234）が製造された。当初は264両が製造される予定であったが、後に30両の製造は取り消されている。
製造はGEC-アルストム（Alsthom）・MTE社である。
車体は「ゲンコツ」スタイルとは大きく変わり、前面を傾斜させた箱型車体となった。塗装はオレンジと灰色をベースにしており、当時のTGV Sud-Estにも通じるものである。
上記の性能目標を実現するため、直流1500Vと単相交流25kV50Hzに対応し、TGV Atlantiqueで本格的に採用された技術でもある三相交流同期電動機を実装している。軸配置は4動軸（B-B）で、一台車一モーター方式を採用しており、定格出力は5,600kWと、出力5900kWのCC6500型よりは小さいが、機関車単体での重量も88.8tと30t近く軽量化されており、加えて営業最高速度200km/h、2.5‰上り勾配上で客車16両を牽引しての200km/h走行、8.8‰勾配上で2,050tを牽引しての80km/h走行をそれぞれ可能としている。これらのことから本機は、"SYnchrone"（同期（電動機））と"BICourant"（2電源）に由来する"SYBIC"の愛称が付けられている。

## 現状
2001年に1両（BB26084）が事故で廃車となったため、2006年現在は233両が、フランス国内の幹線電化区間を中心に、特急列車の牽引から貨物列車の牽引まで、幅広く活躍している。
フランス国鉄では現在、列車の運行を目的別に6つの部門に分けており、車両がどの部門に属するかを10万番台で区別している。このため、以下の番台区分が存在している。
- 長距離旅客輸送部門（VFE）：126,000番台
- 中距離旅客輸送部門（CI）：226,000番台
- 貨物輸送部門（Fret）：426,000番台
- 地域旅客輸送部門（TER）：526,000番台：アルザス地方で、最高速度200km/h運転を行う快速列車「TER 200」の牽引を行っている。

車体塗装は永らくオリジナルの濃淡グレーとオレンジのカラーを維持していたが、近年はフランス国鉄の「en voyage...」や貨物輸送部門である「FRET」のカラーリングを施された車両も増加している。またパンタグラフもオリジナルの物からTGV Atlantique以降の車両に採用されたものと類似した一本マストの物に換装された車両がある。2018年現在、TGV路線網の拡充などによる客車列車の削減などに伴い運用を離脱、休車もしくは廃車となる車両が発生している模様である。

## ギャラリー

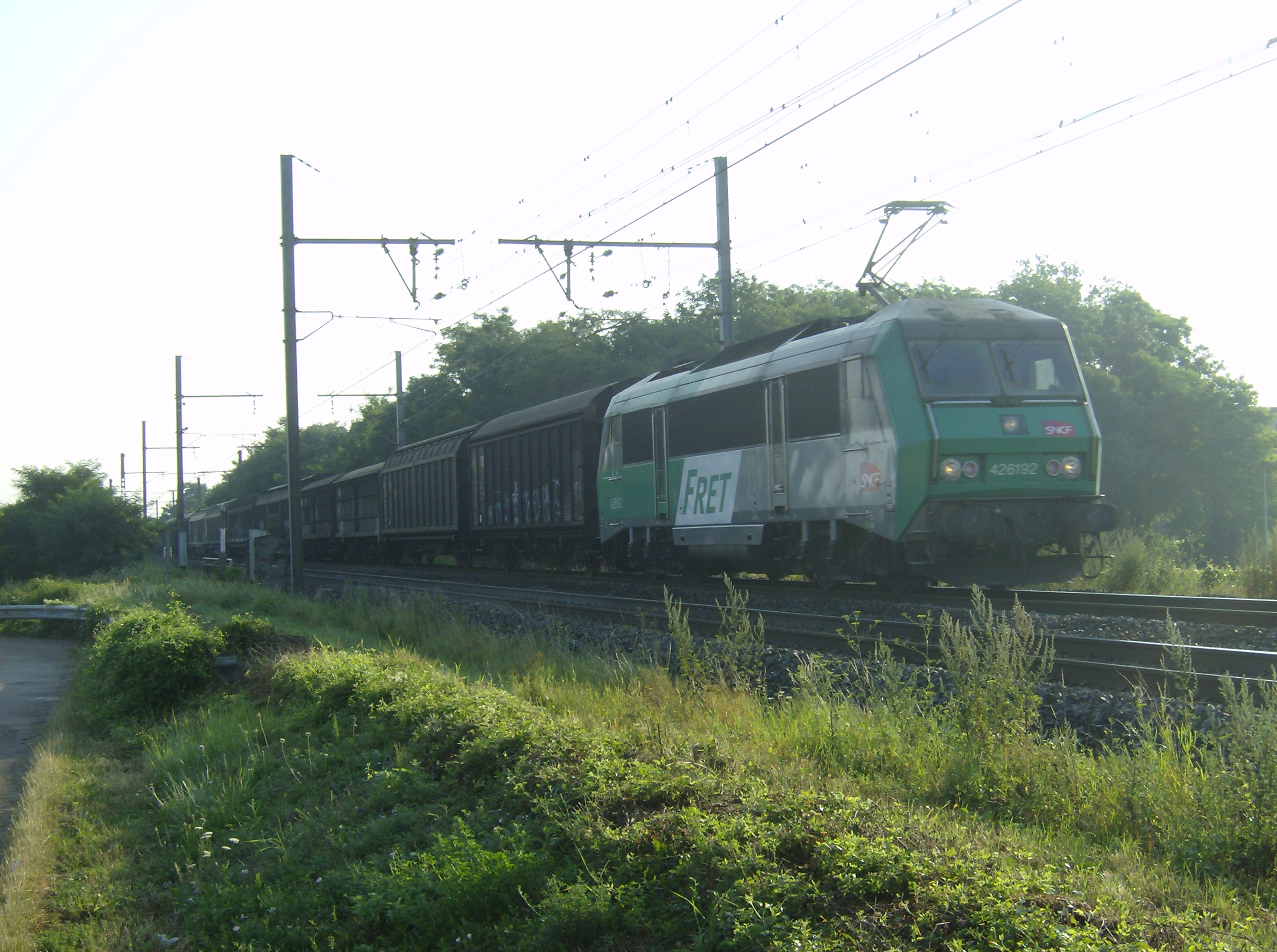
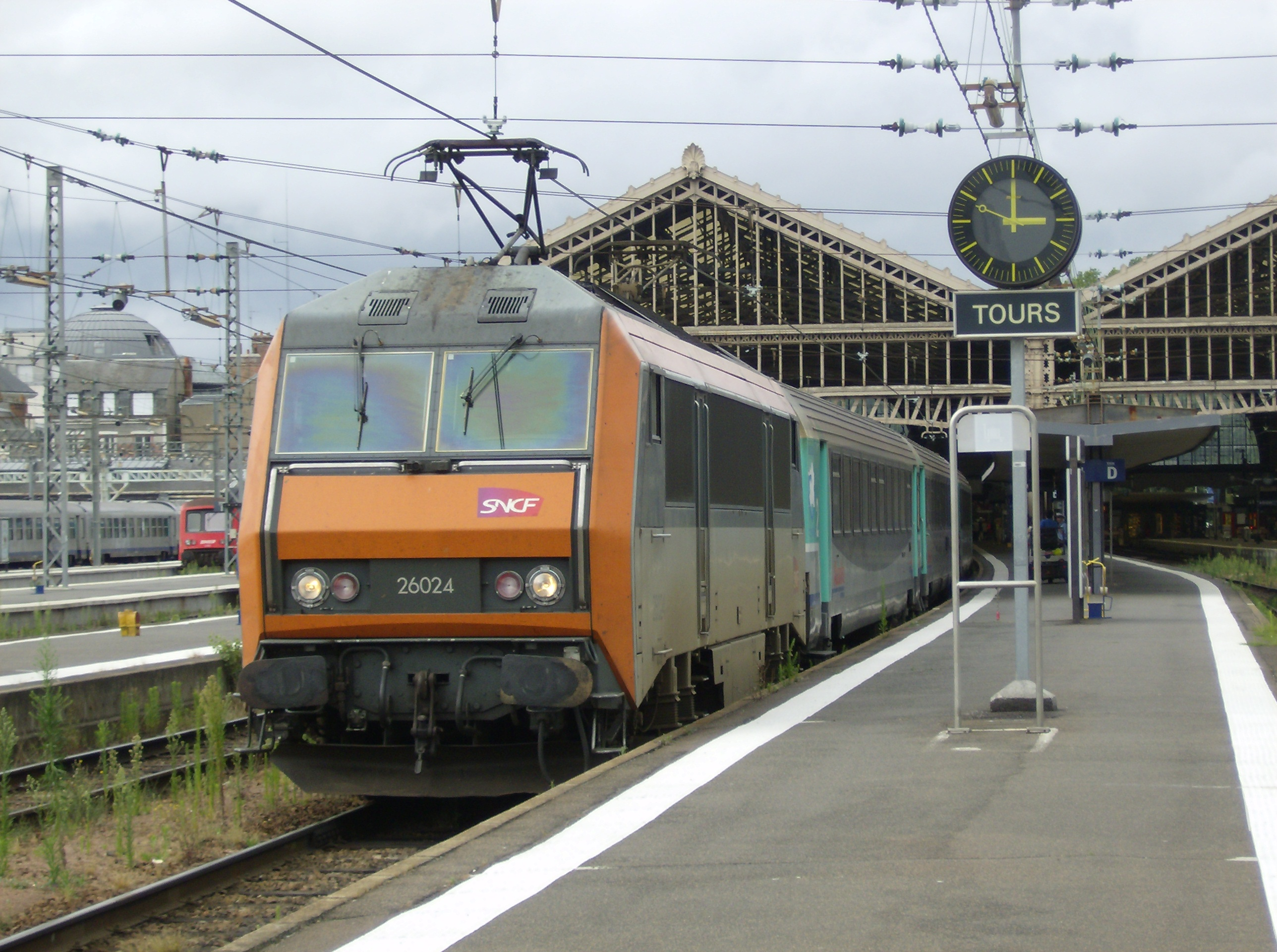
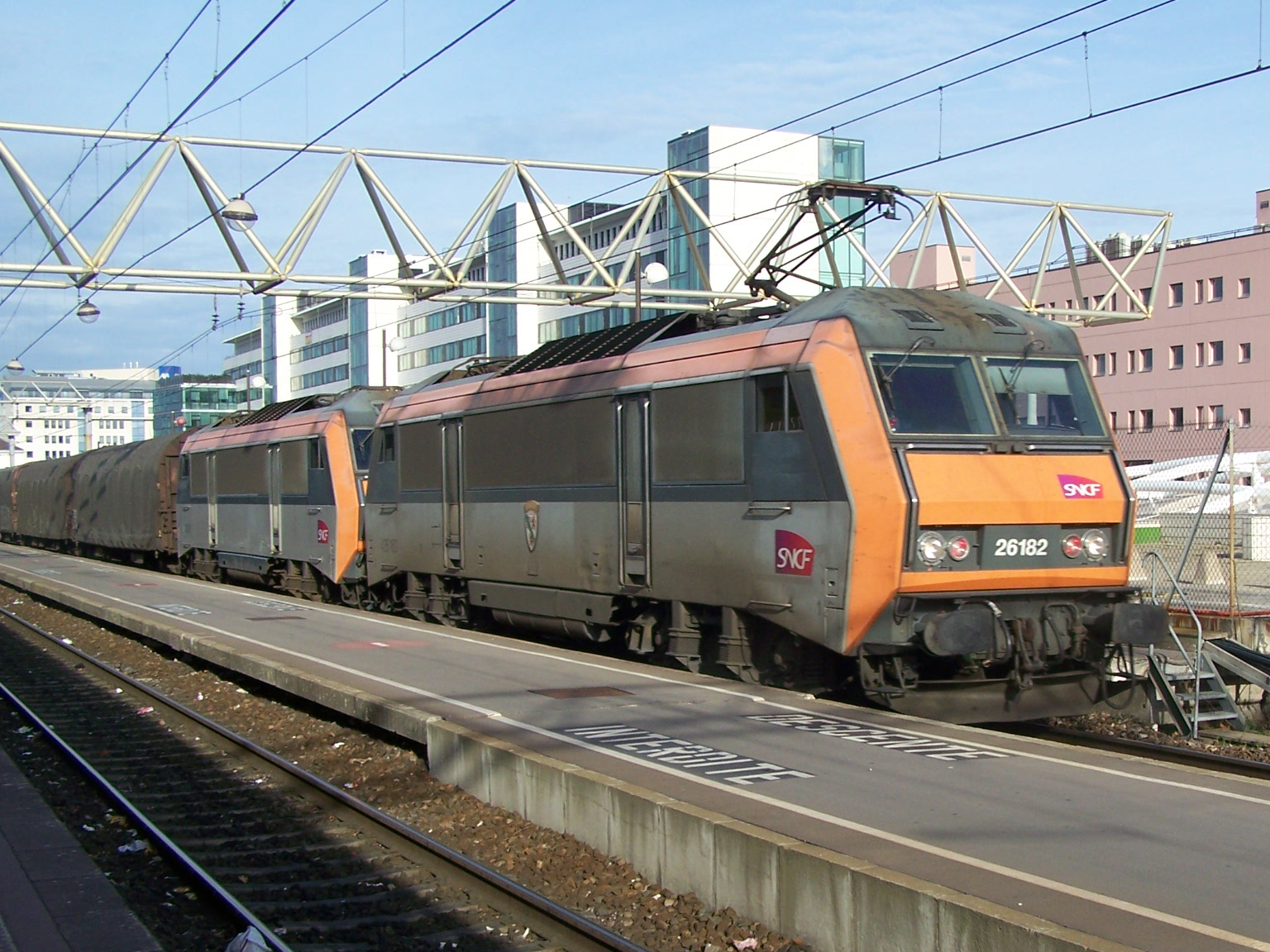